# Apple Worldwide Developers Conference

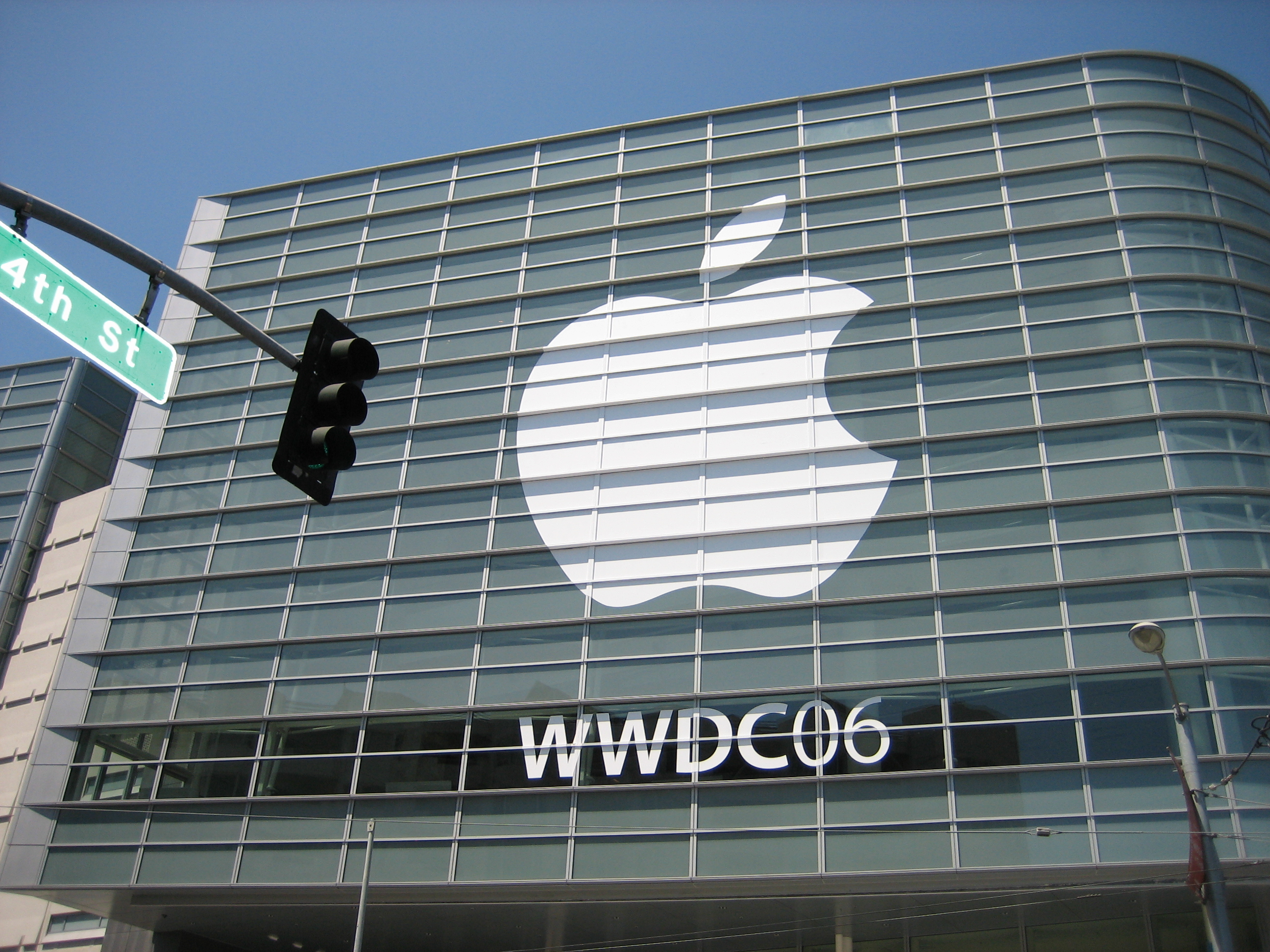
WWDC 2006

A Apple Worldwide Developers Conference, comumente abreviada de WWDC, é uma conferência organizada pela Apple Inc. que acontece anualmente na Califórnia. A conferência é usada principalmente pela Apple para mostrar seus novos softwares e tecnologias para os desenvolvedores, bem como a oferta de laboratórios e sessões de feedback. O número de pessoas geralmente varia entre 2,000 e 4,200, no entanto, durante a WWDC 2007, Steve Jobs notou que havia mais de 5000 pessoas. WWDC 2008-2013 tiveram seus ingressos esgotados, contando com uma presença de 5000 pessoas (5200 incluindo participantes especiais). Em 2020, devido à pandemia de COVID-19, a WWDC foi realizada em um formato totalmente online.

## Descrição
Todos os participantes da palestra têm de assinar um acordo de não divulgação referente as sessões e outros materiais entregues na WWDC. No passado, a palestra também era coberta pela NDA, mas a Apple Inc. nos últimos anos tem feito um webcast da palestra para um público muito maior do que apenas desenvolvedores. 
A partir de 2002, a WWDC se tornou um lugar para anúncios de hardwares. Em 2002, a Apple anunciou o Xserve, em 2003, o Power Mac G5, em 2004, os novos monitores Apple Cinema Display, em 2005, a transição de computadores da Apple com processadores PowerPC da IBM para a linha de processadores da Intel x86, e em 2006, o Mac Pro com processadores Xeon. A partir de 2007 as apresentações de hardware se tornaram ainda mais importantes, incluindo anúncios relacionados ao iPhone.

## História
Até 2002, a WWDC era realizada em meados de maio. De 2003 a 2005 foi realizada em junho, para distribuir melhor os compromissos do show da Apple. Em 2006, a WWDC foi transferida para agosto, devido a conflitos na agenda no Moscone Center. Desde 1998, a conferência geralmente começa com uma palestra de apresentação, apresentada antigamente pelo CEO da Apple, Steve Jobs, que ficaram conhecidas como "Stevenotes". Depois de sua morte em 2011, as palestras de apresentação são apresentadas por Tim Cook, e centraram-se na demonstração e distribuição das próximas versões do OS X e iOS.

### WWDC 2003 - 2009
Em 2003, a WWDC foi realizada de 23 a 27 de junho, e contou com a apresentação do Power Mac G5 e Mac OS X v10.3 Panther. 

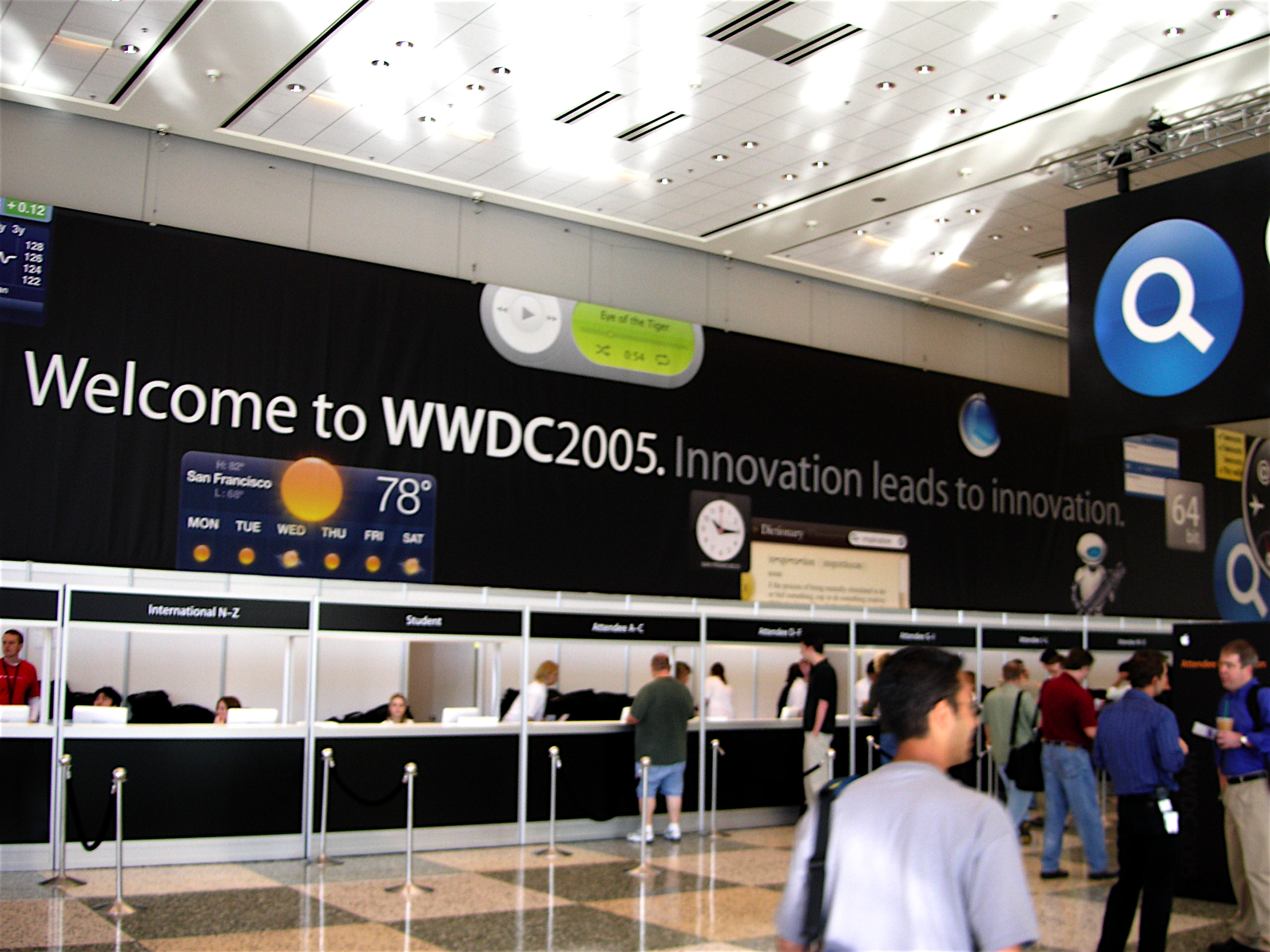
WWDC 2005, no Moscone Center

Em 2004, a WWDC foi realizada nos dias 28 de junho a 2 de julho, e contou com a introdução do Apple Cinema Display 23 e 30 polegadas e Mac OS X v10.4 Tiger. 
Em 2005, a WWDC foi realizada de 6 a 10 de junho, e contou com o anúncio da transição de processadores Power PC para Intel. 
Em 2006, a WWDC foi realizada de 7 a 11 de agosto, e contou com a Introdução do Mac Pro e uma apresentação (parcial) do Mac OS X v10.5 Leopard.
Em 2007, a WWDC foi realizada de 11 a 15 de junho, e contou com o Lançamento do iPhone, apresentação do Mac OS X Leopard e foi anunciada a disponibilidade do Safari para Windows XP e Windows Vista.

Em 2008, a WWDC foi realizada de 9 a 13 de junho, e contou com a apresentação do iPhone OS 2,0 e iPhone 3G, além de uma apresentação (parcial) do Mac OS X v10.6 Snow Leopard.

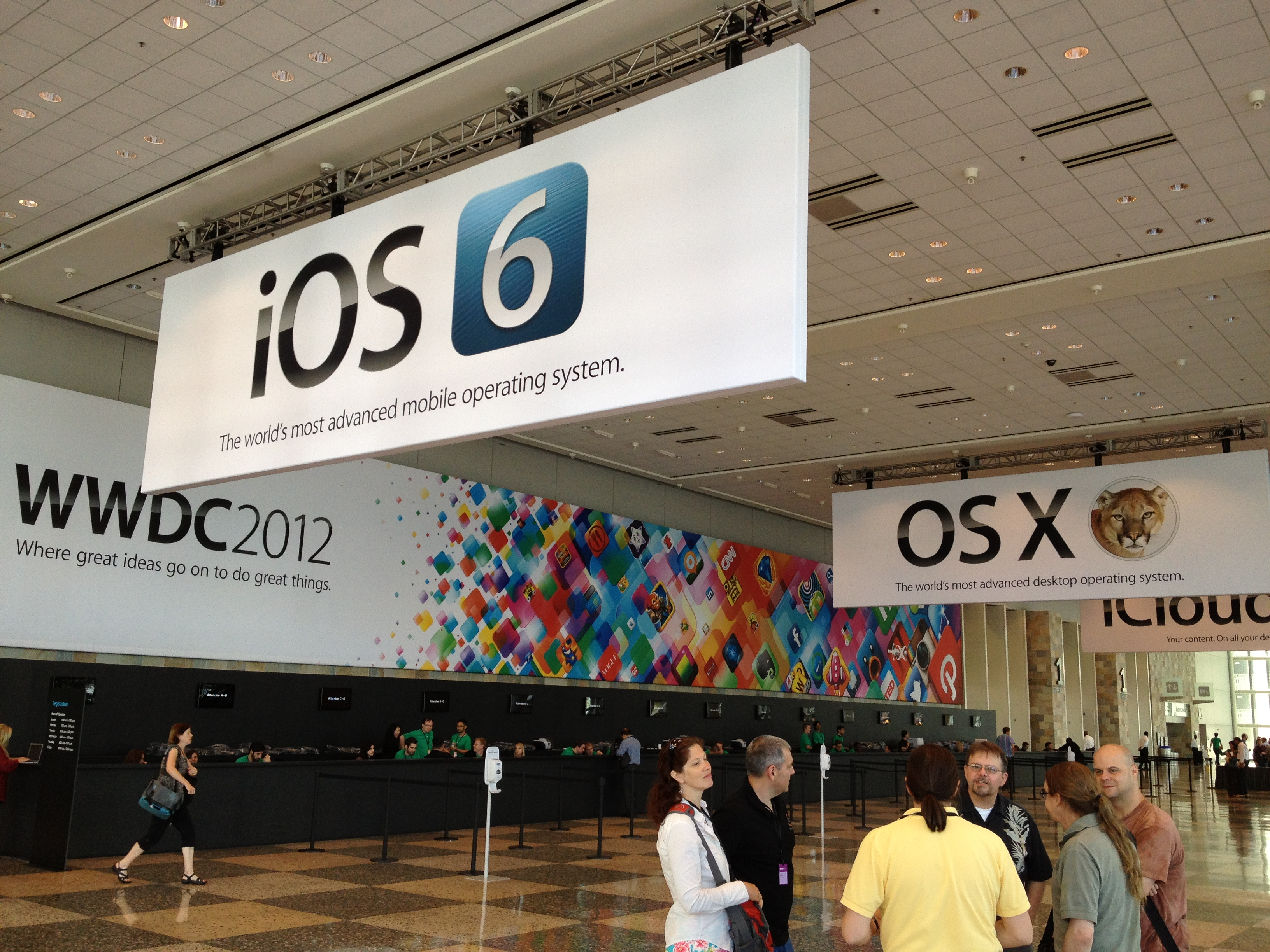
WWDC 2012, no Moscone Center

Em 2009, a WWDC foi realizada de 8 a 12 de junho, e contou com a apresentação do MacBook Pro de 13' (antigo MacBook Unibody), Mac OS X v10.6 "Snow Leopard", iPhone OS 3,0 e do iPhone 3GS ("S" de Speed, que em português significa velocidade).

### WWDC 2010 - 2014
Em 2010, a WWDC foi realizada de 7 a 10 de junho, e contou com a apresentação do iPhone 4, foi um evento dedicado também ao iPhone OS re-nomeado de iOS durante a palestra.

Em 2011, a WWDC foi realizada de 6 a 10 de junho, e contou com a apresentação do Mac OS X v10.7 Lion, do iOS 5 e do iCloud. 

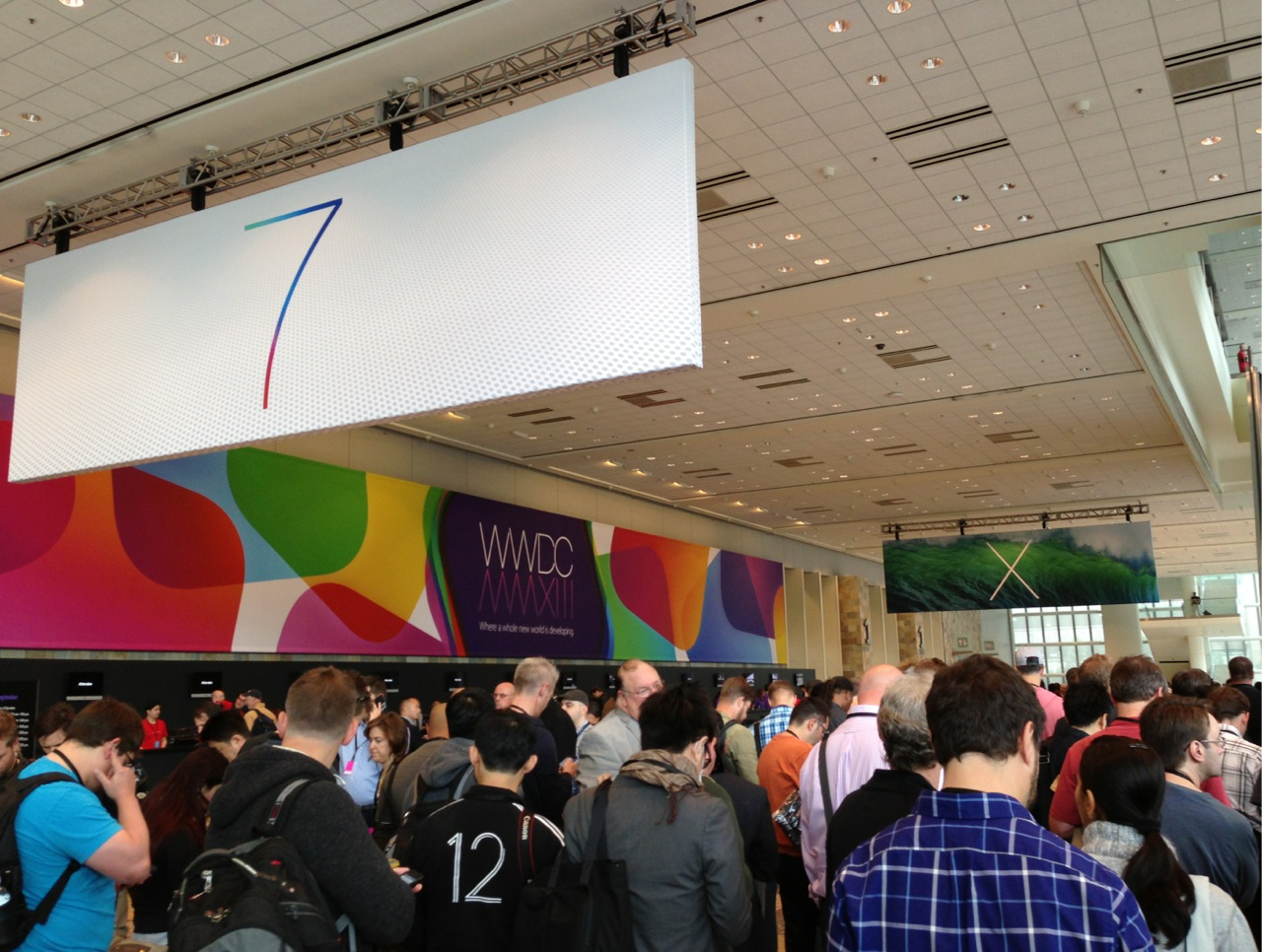
WWDC 2013, no Moscone Center

Em 2012, a WWDC foi realizada de 11 a 15 de Junho, e contou com a apresentação dos novos modelos do MacBook Air e MacBook Pro, além do MacBook Pro com tela de retina, OS X v10.8 Mountain Lion e iOS 6.
Em 2013, a WWDC foi realizada de 10 a 14 de Junho no Moscone West, em São Francisco. Os ingressos foram colocados à venda às 10h (UTC-8) no dia 25 de abril de 2013, e esgotaram em menos de 2 minutos. Na palestra, a Apple lançou um novo modelo do Mac Pro, AirPort Time Capsule e AirPort Extreme, bem como novos modelos do MacBook Air. A Apple também apresentou o OS X v10.9 Mavericks, iWork para o iCloud, iOS 7 e um novo serviço de streaming de música chamado iTunes Radio. A banda Vampire Weekend tocou na WWDC no dia 13 de junho, no Yerba Buena Gardens.
Em 2014, a WWDC foi realizada de 2 a 6 de junho no Moscone Center, em São Francisco. Os ingressos foram sorteados aleatóriamente entre os candidatos. A Apple deu aos participantes do evento uma jaqueta (como de costume) e um iTunes Gift Card de 25 dólares. Estiveram presentes mil engenheiros da Apple e mais 5 mil de desenvolvedores, sem contar com estudantes e convidados. Na palestra, a Apple apresentou o OS X v10.10 Yosemite, iOS 8 e diversas novas APIs para desenvolvedores.A banda Bastille tocou na WWDC no dia 5 de junho, no Yerba Buena Gardens. 